# Geoffrey Agbolossou
Geoffrey Agbolossou (Dortmund, 25 febbraio 2000) è un calciatore togolese, portiere del Balagne e della nazionale togolese.

## Biografia
È nato a Dortmund da genitori togolesi ed è in possesso della doppia cittadinanza.

## Carriera

### Club
Agbolossou è cresciuto nei settori giovanili di Cannes e Gent. Nel 2018 è stato acquistato dal Olympique Marsiglia, dove per due stagioni ha giocato con la seconda squadra in quarta divisione. Rimasto svincolato per un anno intero, nel 2022 ha firmato con il Rousset SVO ma a fine stagione è nuovamente rimasto senza contratto.
Nel marzo del 2023 ha firmato un contratto fino a fine stagione con il Cosmos Nowotaniec in Polonia, dopodiché ha fatto ritorno in Francia al Balagne.

### Nazionale
Ha debuttato con la nazionale togolese l'8 settembre 2024 nell'incontro di qualificazione per la Coppa d'Africa 2025 pareggiato 1-1 contro la Liberia.

## Statistiche

### Cronologia presenze e reti in nazionale
| Cronologia completa delle presenze e delle reti in nazionale ― Togo | Cronologia completa delle presenze e delle reti in nazionale ― Togo | Cronologia completa delle presenze e delle reti in nazionale ― Togo | Cronologia completa delle presenze e delle reti in nazionale ― Togo | Cronologia completa delle presenze e delle reti in nazionale ― Togo | Cronologia completa delle presenze e delle reti in nazionale ― Togo | Cronologia completa delle presenze e delle reti in nazionale ― Togo | Cronologia completa delle presenze e delle reti in nazionale ― Togo |
| Data                                                                | Città                                                               | In casa                                                             | Risultato                                                           | Ospiti                                                              | Competizione                                                        | Reti                                                                | Note                                                                |
| ------------------------------------------------------------------- | ------------------------------------------------------------------- | ------------------------------------------------------------------- | ------------------------------------------------------------------- | ------------------------------------------------------------------- | ------------------------------------------------------------------- | ------------------------------------------------------------------- | ------------------------------------------------------------------- |
| 6-9-2024                                                            | Lomé                                                                | Togo                                                                | 1 – 1                                                               | Liberia                                                             | Qual. Coppa d'Africa 2025                                           | -1                                                                  |                                                                     |
| 9-9-2024                                                            | Malabo                                                              | Guinea Equatoriale                                                  | 2 – 2                                                               | Togo                                                                | Qual. Coppa d'Africa 2025                                           | -2                                                                  |                                                                     |
| Totale                                                              |                                                                     | Presenze                                                            | 2                                                                   |                                                                     | Reti                                                                | -3                                                                  |                                                                     |